# Lucía Méndez canta un homenaje a Juan Gabriel
Lucía Méndez canta un homenaje a Juan Gabriel es el 20.º álbum de Lucía Méndez editado el año 2010.
Este disco contiene nuevas versiones de los éxitos de Juan Gabriel como un homenaje a él; las mismas interpretadas en género musical ranchera y ritmo de banda.
El sencillo que destaca de esta grabación es: Amor de un rato.
Este material junto al anterior y otros dos son bajo el sello Sony Music ya que la cantante firmó contrato con la disquera para producir cuatro discos.
La cantante fue nominada por este trabajo al premio Grammy Latino en la categoría mejor álbum de música ranchera.

## Temas
1. Porqué me haces llorar (Juan Gabriel)
2. Ya no me interesas (Juan Gabriel)
3. Tu sigues siendo el mismo (Juan Gabriel)
4. Amor de un rato (Juan Gabriel)
5. Nunca volveré (Juan Gabriel)
6. Lágrimas y lluvia (Juan Gabriel)
7. No me hundes (Juan Gabriel)
8. Amor imposible (Juan Gabriel)
9. Amor eterno (Juan Gabriel)
10. Se me olvidó otra vez (Juan Gabriel)
11. No tengo dinero (con banda) (Juan Gabriel)
12. El Noa Noa (con banda) (Juan Gabriel)

- Autor de todos los temas: Juan Gabriel / Universal Musci-MGB Songs (ASCAP) O/B/O Alma Musical
- Arreglos, dirección y realización de todos los temas: Carlos Cabral "Junior".

## Créditos
- Dirección y realización: Carlos Cabral "Junior"
- Dirección de A&R: Manuel Cuevas
- Arreglos: Carlos Cabral "Junior"
- Arreglos adicionales: Ricardo Torres
- Fotografía: Uriel Santana
- Coordinación de vestuario: Stivens Palacios
- Diseño de arte: Ivonne Castañeda

Versiones Banda:
- Arreglos: Joel "el bebé" Oliva
- Grabado por: Giovanni González
- Coordinación de A&R: Charlie García